# Tony Yayo
Marvin Bernard (* 31. března 1978, Queens, New York), známý spíše jako Tony Yayo, je americký rapper a člen skupiny G-Unit.

## Stručná biografie
Narodil se ve čtvrti South Jamaica, Queens ve městě New York v roce 1978. Má haitské kořeny. Vyrůstal ve společnosti svých kamarádů Curtise "50 Cent" Jacksona a Christophera "Lloyd Banks" Lloyda, se kterými v roce 1998 založili skupinu G-Unit. Na konci roku 2002 byl odsouzen na rok do vězení za držení ilegální zbraně. Dne 8. ledna 2004 byl propuštěn, ale ještě nějaký čas nesměl opustit stát New York, což ovšem porušil hned druhého dne a byl na dalších pět měsíců uvězněn ve federální věznici. Během tohoto uvěznění jeho přátelé rozjeli podpůrnou kampaň "Free Yayo".
Kvůli uvěznění nemohl vychutnávat úspěch skupiny G-Unit. V roce 2003 50 Cent vydal své veleúspěšné album Get Rich Or Die Tryin', Yayo na něm hostoval na písni "Like My Style", jeho verš byl nahrán ještě před uvězněním. Ovšem společné album G-Unit už takto vyřešit nešlo, a tak zbývající členové přijali Young Bucka, který tak převzal Yayovo místo. Samozřejmě se využilo dříve nahraných Yayových veršů i pro album Beg for Mercy, a tak se objevil na dvou písních "Groupie Love" a "I Smell Pussy". Avšak následný úspěch a tour mohl sledoval jen ze své cely.
Po druhém propuštění znovu začal nahrávat písně pro mixtapy a plánované album. Jeho debut Thoughts of a Predicate Felon byl vydán v roce 2005. Alba se prodalo 900 000 kusů v USA a dalších 200 000 kusů v ostatních zemích. Úspěšným singlem z alba byla píseň "So Seductive" (ft. 50 Cent), zajímavostí je, že koncept písně použil poprvé 50 Cent v písni "Candy Shop", ale jedná se o Yayův nápad.
Poté především vystupoval na koncertech G-Unit a 50 Centa. Roku 2007 byl obviněn z napadení syna Gameova manažera, ale soudem byl shledán nevinným, navíc se objevila nahrávka dokazující, že v osudnou dobu byl na jiném místě. Brzy poté kdosi střílel na dům Yayovy matky, nikomu se nic nestalo. Tony Yayo měl za svou kariéru také několik beefů, především stále trvající s The Gamem, ale také s Jimem Jonesem a Cam'ronem, ty jsou však již urovnány.
Roku 2008 se podílel na vytvoření druhého společného alba skupiny G-Unit T.O.S., které však nebylo ani zdaleka tak úspěšné jako album první.
V roce 2009 oznámil práci na novém sólo albu. To původně mělo být vydáno během roku 2011. Prvním singlem z alba byla neúspěšná píseň "Pass the Patron" (ft. 50 Cent). Jelikož Interscope Records ukončil smlouvu s G-Unit Records, toto album měla distribuovat společnost EMI. Album však v současnosti nemá stanveno ani přibližné datum vydání a je možné, že bylo zrušeno. Ve stejném roce spoluzaložil nezávislý podlabel G-Unit Philly Records. Také získal drobnou roli ve filmu S.W.A.T.: Fire Fight.

## Diskografie

### Studiová alba
| Rok  | Album                                                                                       | Nejvyšší umístění v hitparádě | Nejvyšší umístění v hitparádě | Nejvyšší umístění v hitparádě | Nejvyšší umístění v hitparádě | Ocenění   |
| Rok  | Album                                                                                       | US 200                        | US Hip-Hop                    | US Rap                        | CAN                           | Ocenění   |
| ---- | ------------------------------------------------------------------------------------------- | ----------------------------- | ----------------------------- | ----------------------------- | ----------------------------- | --------- |
| 2005 | Thoughts of a Predicate Felon - Vydáno: 30. srpna 2005 - Vydavatel: G-Unit Rec., Interscope | 2                             | 2                             | 2                             | 3                             | US: zlaté |

### Spolupráce
T.O.S. (s G-Unit) (2008)
- Datum vydání: 1. červenec 2008
- Label: G-Unit Rec. / Interscope Records
- Celosvětové prodeje: 850 000 ks

## Mixtapy
- 2006 - Tony's Home (1990 Homicide) (DJ Big Mike)
- 2007 - The World Is Not Enough (DJ Bijal)
- 2008 - The Preview To The Enforcer (DJ Whoo Kid)
- 2008 - Black Friday (DJ Whoo Kid)
- 2008 - Bloody Xmas (DJ Whoo Kid)
- 2009 - The Swine Flu
- 2009 - The Swine Flu 2
- 2009 - Public Enemies
- 2009 - Gangsta Paradise
- 2010 - Gunpowder Guru - The LP
- 2010 - GPG 2: The Remixes (DJ Whoo Kid & DJ Scream)
- 2010 - Hawaiian Snow
- 2011 - GPG 3 (Superstar Jay & DJ Roughandz)
- 2011 - El Chapo
- 2011 - Meyer Lansky (Superstar Jay & Love Dinero)
- 2011 - GPG 4 - The EP (Superstar Jay)
- 2012 - El Chapo 2
- 2012 - Sex, Drugs, & Hip-Hop
- 2013 - Godfather Of The Ghetto
- 2015 - El Chapo 3